# Цитатни индекс
Цитатни индекс је структурисана, претражива колекција библиографских података допуњена апстрактима научних публикација или чланака у часописима, кључним речима, референцама (списаком цитираних радова) и подацима о цитираности, односно о научним радовима који цитирају неки старији научни рад. 

## Историја
Пракса праћења цитираности и израде индекса које региструју цитиране референце развила се шездесетих и седамдесетих година 20. века у САД. Први индекс цитираности за радове који су објављени у научним часописима увео је Јуџин Гарфилд (Eugene Garfield). Гарфилдов Институт за научне информације (Institute for Scientific Information), у оквиру којег су израђени Индекс цитираности за природне науке (Science Citation Index), Индекс цитираности за друштвене науке (Social Sciences Citation Index) и Индекс цитираности у области уметности и хуманистичких наука (Arts & Humanities Citation Index) представља темељ дигиталне базе података Web of Science.
Прве електронске верзије индекса цитираности појавиле су се почетком седамдесетих година XX века. До појављивања интернета, ове базе су корисницима који су се на њих претплатили (најчешће библиотекама, универзитетима или научним институцијама) достављане на дискетама или компакт дисковима. Све до краја деведесетих година 20. века прикупљање референци и података о цитираности обављало се ручно и сводило се на ишчитавање текстова и унос података у одговарајућа поља у бази. Данас је овај посао аутоматизован. 
Цитатни индекси које је развио Гарфилдов Институт за научне информације дуго су били једини извор ове врсте информација. Прва индексна база података у отвореном приступу - CiteSeer (данас CiteSeerX, претраживач научних електронских извора специјализован за рачунарство који аутоматски генерише податке о цитираности) појавила се на интернету 1998. године. Тек крајем 2004. године појавила се озбиљна конкуренција цитатним индексима Института за научне информације : Scopus и Google Scholar-а.

## Најзначајнији цитатни индекси

### Web of Science
Web of Science је индексна база података која обухвата 10–12% најпрестижније светске научне литературе која подлеже врло строгој селекцији и контроли квалитета и покрива период од 1900. године до данас. Овај сервис садржи више база података доступних на интернету институцијама које су се на њих претплатиле: Science Citation Index Expanded, Social Sciences Citation Index, Arts and Humanities Citation Index, Conference Proceedings Citation Index – Science, Conference Proceedings Citation Index- Social Science & Humanities. Од 2005. године у Web of Science је укључен и Book Citation Index (обухвата монографске публикације великих издавача), a од 2012. и Data Citation Index (примарни подаци).

### Scopus
Индексну базу података Scopus покренула је мултинационална издавачка компанија Elsevier. Овај сервис је главни конкурент Web of Science. Обухвата приближно 22.000 часописа, већином из области медицине, природних и друштвених наука. Могуће је наћи цитате у литератури објављеној после 1996. Карактеристика ове базе је да много боље покрива биомедицинске науке од свих осталих, али није систематична и конзистентна у потпуности.

### Google Scholar
Google Scholar је претраживач електронских извора, па самим тим претражује све оно што је доступно од академске литературе преко Интернета, без икакве селекције, па тако исту референцу
можемо наћи у много верзија различитих сајтова, а старија литература је слабије заступљена. Google Scholar не даје попис издавача чије податке прикупља, листу часописа, ни податке о временском периоду или научним дисциплинама које обухвата. Дакле, Google Scholar не може бити једини извор података за еваулацију научног рада, али је истовремено користан као допуна у изради цитатне анализе.

### Национални цитатни индекси
Како је основна замерка на рачун Web of Science и Scopus-а да у њима преовлађују публикације на енглеском језику, током последњих петнаестак година развијале су се националне или регионалне цитатне базе података које садрже и библиометријске извештаје о часописима – нпр. Руски цитатни индекс (од 2005) у оквиру Научне електронске библиотеке; осим руских научних часописа на руском и енглеском језику, обухвата и одабране часописе на руском језику из других земаља; укључује и књиге и зборнике радова), Корејски цитатни индекс, SciELO, покренут у Бразилу, углавном покрива часописе са шпанског и португалског говорног подручја); Српски цитатни индекс – СЦИндекс. Руска Научна електронска библиотека, SciELO и СЦИндекс обједињавају функције библиографских и цитатних база, дигиталних библиотека (које за велики број публикација омогућавају отворени приступ) и издавачких платформи (садрже алате за уређивање и публиковање електронских часописа). 

## Прикупљање и обрада података у цитатним индексима
Све до краја деведесетих година 20. века прикупљање референци и података о цитираности обављало се ручно и сводило се на ишчитавање текстова и унос података у одговарајућа поља у бази. Данас је овај посао аутоматизован. Користе се компјутерски програми који на бази оптичког препознавања текста у дигитализованим штампаним или електронским верзијама научних радова, препознају релевантне библиометријске податке (наслов рада, имена аутора, афилијације аутора, апстракт, кључне речи, референце, наслов матичне публикације, за часописе – волумен, број, пагинација, место издања, издавач стандардни бројеви – ISBN , ISSN, doi итд., подаци о финансијеру истраживања), а онда их, коришћењем сложених алгоритама, рашчлањују и разврставају у поља унутар базе података. Ако издавач користи издавачку платформу која садржи и метаподатке о публикацијама у одговарајућем стандардном формату (обично XML) и допушта јавни (нпр. коришћењем OAI-PMH – протокола за преузимање метаподатака) или ограничени (одређеним сервисима, на основу склопљеног уговора) увид у њих, библиографске и цитатне базе података могу да преузимају метаподатке директно из ових система. 
Прикупљени подаци подвргавају се корекцијама и нормирању: исправљају одређене типске грешке у имену аутора, афилијацији, називу државе итд. Приликом обраде података, идентификација референци врши се на основу карактеристичних стандардних формата цитирања. До које ће мере тај посао бити квалитетно обављен зависи од могућности и ограничења програма и поштовања стандарда приликом навођења референци. Зато је веома важно да се аутори и часописи строго придржавају стандарда приликом навођења референци. 
Кориговани и нормирани подаци повезују се унутар базе или са спољним изворима уколико је то могуће (нпр. преко DOI до сажетка или пуног текста, или до електронских каталога у библиотекама и сл.). Тако обрађени подаци служе као основа за библиометријске анализе.

## Цитатни индекси у евалуацији научног рада у Србији
Цитатна анализа за индивидуалне научнике у Србији требало би да се користи као један од релевантних параметара у процесу евалуације њиховог научног учинка само ако се у анализу укључе подаци из свих релевантних постојећих извора, а не само из базе података Web of Science. Узевши у обзир да Web of Science већ покрива већину најпрестижнијих и најцитиранијих часописа, коришћење других индексних база података, које углавном индексирају исте часописе, незнатно би повећало број цитата. За малу научну заједницу као што је Србија, велики успех је објавити чланке у часописима које покрива WОS и бити цитиран у тим часописима, али апсолутни број тих цитата не треба преценити. И други извори података о цитатима (Scopus, Google Scholar) требало би такође да буду узети у обзир. Даље превазилажење садашњег начина вредновања је свакако отворени приступ који подразумева да је неки научни рад бесплатно и непрекидно доступан свим крајњим корисницима интернета за читање, преузимање и цитирање. 
Коришћење цитатне анализе у евалуацији научног рада према мишљењу многих научника представља „несавршен али веома користан” метод. Овај параметар широко је распрострањен у евалуацији и примењује се свуда у свету. 
Постоје многобројни недостаци, а један од најважнијих је да фаворизује већ афирмисане научнике у развијеним земљама, док пружа веома мало могућности почетницима и истраживачима у земљама у развоју. Други битан недостатак је да се даје примат часописима са енглеског говорног подручја, док су други језици, осим француског, немачког, шпанског, заиста минимално заступљени. Многе земље које имају веома развијене одређене научне области, попут Кине, Индије, Русије и многих других, минимално су заступљене у Web of Science. Могуће решење је стварање отворених архива и коришћење електронских извора у отвореном приступу. Циљ је да се прате нове тенденције и у сваком тренутку на најбољи начин информишу и помогну нашој научној и стручној јавности.